# سوی‌چیتی سه
سویچیتی سه روستایی از توابع بخش مرکزی شهرستان خرمشهر در استان خوزستان ایران است. سویچیتی روستای مکسر بیت حلاوی با زمین هایی شور بوده که پس از زهکشی  تبدیل به زمینهای مرغوب کشاورزی شده است. این زمین‌ها از رودخانه کارون آبیاری می‌شوند. شغل غالب ساکنین این روستا به دلیل مجاورت با رودخانه کارون صیادی، دامداری و کشاورزی می‌باشد.
این روستا در 60 کیلومتری شهرستان خرمشهر واقع می‌باشد.
این روستا نام خود (مکسر) را از شکستگی دائمی رودخانه کارون در زمان سیلاب به وام گرفته است، چون مکسر در زبان عربی به معنای شکستگی می‌باشد.

## جمعیت
این روستا در دهستان غرب کارون قرار دارد و براساس سرشماری مرکز آمار ایران در سال ۱۳۸۵، جمعیت آن ۳۷۱ نفر (۶۸خانوار) بوده‌است.